# Clubiona pogonias
Clubiona pogonias este o specie de păianjeni din genul Clubiona, familia Clubionidae, descrisă de Simon, 1906. Conform Catalogue of Life specia Clubiona pogonias nu are subspecii cunoscute.